# Crash Bandicoot (serie)

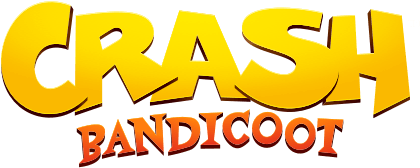
Il logo attuale della serie da Crash Bandicoot 4: It's About Time

Crash Bandicoot è un franchise videoludico statunitense appartenente ai generi platform, avventura dinamica, simulatore di guida e party. I primi videogiochi della serie uscirono per PlayStation e successivamente per varie console come PlayStation 2, GameCube, Xbox, Game Boy Advance e Wii, mentre nel 2017 venne sviluppato da Vicarious Vision, un remake per PlayStation 4 dei primi tre capitoli della serie, rilasciato un anno dopo anche per Xbox One, Nintendo Switch e Microsoft Windows. Nel tempo sono usciti numerosi spin-off di diverso genere. I primi quattro capitoli della serie (senza contare il remake) sono stati sviluppati dalla Naughty Dog.
Lo sviluppo della serie ed i diritti sono ora di competenza e proprietà di Activision Blizzard.

## Caratteristiche
Crash Bandicoot è un gioco platform a livelli sequenziali, nei quali, oltre ad arrivare al termine del livello è necessario anche collezionare diversi oggetti (casse, cristalli). Nei livelli Crash può muoversi liberamente nelle tre dimensioni, tipico dei platform 3D, mantenendo però una struttura del level design molto tradizionale grazie alla struttura dei livelli, anche detta "a tunnel". In alcuni livelli è possibile per il giocatore utilizzare mezzi quali il jet pack, la moto d'acqua, la moto, il monopattino, lo snowboard o cavalcare animali quali orsi polari, tigri, cinghiali e anche un dinosauro, in sessioni a movimento continuo.
Inizialmente Crash Bandicoot disponeva di una limitata gamma di mosse: nel primo gioco si poteva soltanto saltare ed eseguire un cosiddetto, "attacco vortice", nei titoli successivi della serie furono implementati nuovi attacchi e abilità, disponendo quindi di un pattern di attacchi e movimenti più ampio che comprendeva: scivolata, spanciata, salto doppio e combattimenti corpo a corpo dotati di numerose combo.
Oltre alle abilità, con il tempo, vennero modificate anche le dinamiche del gioco, con la creazione di diversi spin-off, quali giochi di guida o party game, mentre per altri si è passato da un percorso lineare ad un free-roaming, ovvero la possibilità di esplorare liberamente un livello.
Nel corso dell'E3 del 2016, venne annunciato il ritorno del personaggio come DLC nel videogioco Skylanders: Imaginators della Activision, detentrice dei diritti della serie, e lo sviluppo di tre remake del primo Crash Bandicoot, di Crash Bandicoot 2: Cortex Strikes Back e di Crash Bandicoot 3: Warped per PlayStation 4. In seguito, nella conferenza PlayStation Experience, il 3 dicembre 2016 viene mostrato il trailer del remake, Crash Bandicoot: N. Sane Trilogy. Con l'uscita della suddetta remastered si riconobbero diverse modifiche, tra cui alcune variabili ambientali che rendevano più complessi determinati livelli.
A giugno 2019 viene annunciato da Activision Crash Bandicoot 4: It's About Time, primo vero nuovo titolo della saga, sequel diretto di Crash Bandicoot 3: Warped e sviluppato da Toys for Bob.

## Personaggi
- Crash Bandicoot - Un bandicoot antropomorfo protagonista della serie;
- Aku Aku - Lo Stregone. Scopre che Crash è in conflitto con Cortex e lascia in giro per i livelli delle maschere-anime, (denominate con lo stesso nome del personaggio) che, con i loro poteri aiutano Crash nel corso della storia. Prima Aku Aku era conosciuto come lo stregone Aku Kau, quando l'isola Wumpa venne colonizzata dagli indigeni di Papu Papu, il fratello di Aku Kau, Uka Kua (Uka Uka) provò a diventare uno spirito all'interno di una maschera, sbagliò i movimenti e depositò il suo lato malvagio nella maschera. Aku Kau allora decide di diventare anch'esso una maschera (ma usando i movimenti giusti) diventando la maschera che conosciamo oggi;
- Coco Bandicoot - Sorella di Crash, abile, intelligente e carina;
- Crunch Bandicoot - Fratello illegittimo di Crash e Coco, creato da Cortex per sconfiggere Crash;
- Dottor Neo Cortex - Scienziato malvagio e crudele creatore di animali mutanti al fine di conquistare il mondo. È la nemesi di Crash, nonché l'antagonista più ricorrente della serie;
- Uka Uka - Fratello malvagio di Aku Aku e "capo" del Dr. Cortex;
- Nina Cortex - Nipote del Dr. Neo Cortex; non fa molte apparizioni nella serie e le sue uniche rilevanti sono in Crash Twinsanity, Crash Tag Team Racing, Crash of the Titans e Crash: Il dominio sui mutanti. Ha una feroce rivalità con Coco;
- N. Gin - Cyborg braccio destro del Dr. Cortex, compare in quasi tutti i videogiochi della serie;
- N. Tropy - Colui che controlla il tempo, amico di Uka Uka, e alleato-rivale del Dr. Cortex. I suoi attacchi consistono in attacchi d'energia. Il colore azzurrastro della sua pelle è conseguenza dei continui viaggi nel tempo. Compare per la prima volta in Crash Bandicoot 3: Warped;
- Nitrus Brio - Il Dr. Nitrus Brio, collega del Dr. Cortex e creatore del raggio Evolvo, tradito da Cortex si allea con Crash in Crash Bandicoot 2: Cortex Strikes Back allo scopo di distruggere la sua stazione spaziale; lo rivediamo in Crash: Il dominio sui mutanti alleato di nuovo con Cortex dopo una riappacificazione;
- Tiny Tiger - Tigre della Tasmania geneticamente modificata, è schiava del Dr. Neo Cortex e nemico di Crash. Compare per la prima volta nel secondo capitolo e lo ritroveremo in quasi tutti i videogiochi della serie;
- Dingodile - Mezzo coccodrillo e mezzo dingo, creato da N. Brio ma servitore di Neo Cortex. Compare per la prima volta in Crash Bandicoot 3: Warped per poi comparire in quasi tutti i videogiochi della serie;
- Ripper Roo - Il primo esperimento del Dr. Cortex, è un canguro pazzo di colore azzurro, compare nel primo e nel secondo Crash dove sembra essersi laureato e diventato anche lui uno scienziato come Neo Cortex, successivamente lo ritroveremo anche in Crash Team Racing, Crash Bash e fa un cameo in Crash Twinsanity;
- Polar - Cucciolo di orso polare, animale domestico di Crash e Coco. Viene cavalcato da Crash nelle zone innevate per la prima volta in Crash Bandicoot 2: Cortex Strikes Back per poi comparire in altri giochi della serie;
- Pura - Piccola tigre che compare per la prima volta in Crash Bandicoot 3: Warped cavalcata da Coco durante l'attraversata della Muraglia Cinese. La ritroviamo in Crash Team Racing e altri giochi della serie;
- Pinstripe Potoroo - Il bodyguard nonché servitore del Dr. Neo Cortex, lo troviamo nel primo Crash e in altri giochi della serie;
- Komodo Brothers - I due fratelli Komodo Moe e Joe, due bravi spadaccini servitori del Dr. Cortex; li troveremo nel secondo gioco, in Crash Team Racing e Crash Bash;
- Papu Papu - Capo di un villaggio indigeno dell'isola delle follie; il primo boss della serie di Crash. In Crash Team Racing usa parole di senso compiuto mentre in Crash Twinsanity parla la sua lingua indigena;
- Koala Kong - Koala antropomorfo muscoloso;
- Tawna Bandicoot - La ragazza di Crash, compare per la prima volta nel primo gioco, in Crash Boom Bang! e Crash Bandicoot 4: It's About Time come personaggio giocabile, e nel remake per PlayStation 4;
- Penta Pinguino - Un pinguino di piccole dimensioni, compare nei primi giochi della serie;
- Finto Crash - alter ego di Crash proveniente da una dimensione parallela nel tempo. Viene originalmente presentato come un nemico del protagonista, ma diverrà suo alleato a partire da Crash Bandicoot 2: N-Tranced.

## Videogiochi

### Capitoli principali

#### Saga Principale
| Titolo                                 | Anno | Piattaforme                                                                                 | Sviluppo     | Editore    |
| -------------------------------------- | ---- | ------------------------------------------------------------------------------------------- | ------------ | ---------- |
| Crash Bandicoot                        | 1996 | PlayStation                                                                                 | Naughty Dog  | Sony       |
| Crash Bandicoot 2: Cortex Strikes Back | 1997 | PlayStation                                                                                 | Naughty Dog  | Sony       |
| Crash Bandicoot 3: Warped              | 1998 | PlayStation                                                                                 | Naughty Dog  | Sony       |
| Crash Bandicoot 4: It's About Time     | 2020 | PlayStation 4, Xbox One, Nintendo Switch, Microsoft Windows, PlayStation 5, Xbox Series X/S | Toys for Bob | Activision |

#### Seconda saga
| Titolo                           | Anno | Piattaforme                   | Sviluppo          | Editore           |
| -------------------------------- | ---- | ----------------------------- | ----------------- | ----------------- |
| Crash Bandicoot: L'ira di Cortex | 2001 | PlayStation 2, Xbox, Gamecube | Traveller's Tales | Universal Studios |
| Crash Twinsanity                 | 2004 | PlayStation 2, Xbox           | Traveller's Tales | Vivendi Games     |

#### Terza saga
| Titolo                        | Anno | Piattaforme                                                                       | Sviluppo              | Editore       |
| ----------------------------- | ---- | --------------------------------------------------------------------------------- | --------------------- | ------------- |
| Crash of the Titans           | 2007 | PlayStation 2, Xbox 360, Wii, Game Boy Advance, Nintendo Ds, Playstation Portable | Radical Entertainment | Vivendi Games |
| Crash: Il dominio sui mutanti | 2008 | PlayStation 2, Xbox 360, Wii, Nintendo Ds, Playstation Portable                   | Radical Entertainment | Vivendi Games |

### Spin-off
| Titolo                | Anno | Piattaforme                                             | Sviluppo              | Editore           |
| --------------------- | ---- | ------------------------------------------------------- | --------------------- | ----------------- |
| Crash Team Racing     | 1999 | PlayStation                                             | Naughty Dog           | Sony              |
| Crash Bash            | 2000 | PlayStation                                             | Eurocom               | Sony              |
| Crash Nitro Kart      | 2003 | PlayStation 2, Xbox, GameCube, Game Boy Advance, N-Gage | Vicarious Visions     | Universal Studios |
| Crash Tag Team Racing | 2005 | PlayStation 2, Xbox, GameCube, Playstation Portable     | Radical Entertainment | Vivendi Games     |
| Crash Team Rumble     | 2023 | PlayStation 4, Xbox One, PlayStation 5, Xbox Series X/S | Toys for Bob          | Activision        |

### Remake
| Titolo                           | Anno | Piattaforme                                                 | Sviluppo          | Editore    |
| -------------------------------- | ---- | ----------------------------------------------------------- | ----------------- | ---------- |
| Crash Bandicoot: N. Sane Trilogy | 2017 | PlayStation 4, Nintendo Switch, Xbox One, Microsoft Windows | Vicarious Visions | Activision |
| Crash Team Racing Nitro-Fueled   | 2019 | PlayStation 4, Nintendo Switch, Xbox One                    | Beenox            | Activision |

### Portatile
| Titolo                       | Anno | Piattaforme      | Sviluppo          | Editore               |
| ---------------------------- | ---- | ---------------- | ----------------- | --------------------- |
| Crash Bandicoot (99X)        | 1998 | Tiger 99X        | Tiger Electronics | Tiger Electronics     |
| Crash Anywhere               | 1999 | PocketStation    |                   | Universal Interactive |
| Crash Bandicoot XS           | 2002 | Game Boy Advance | Vicarious Visions | Universal Studios     |
| Crash Bandicoot 2: N-Tranced | 2003 | Game Boy Advance | Vicarious Visions | Universal Studios     |
| Crash Bandicoot Fusion       | 2004 | Game Boy Advance | Vicarious Visions | Vivendi Games         |
| Crash Boom Bang!             | 2006 | Nintendo DS      | Dimps             | Vivendi Mobile        |

### Mobile
| Titolo                           | Anno | Piattaforme                        | Sviluppo                | Editore                  |
| -------------------------------- | ---- | ---------------------------------- | ----------------------- | ------------------------ |
| Crash Nitro Kart                 | 2004 | Telefoni cellulari (Java)          | I-Play                  | Vivendi Mobile           |
| Crash Twinsanity 3D              | 2004 | Telefoni cellulari (Java)          | Kuju Entertainment Ltd. | Vivendi Mobile           |
| Crash Twinsanity (mobile)        | 2004 | Telefoni cellulari (Java)          | Kaolink                 | Vivendi Mobile           |
| Crash Bandicoot                  | 2005 | Telefoni cellulari (ExEn)          | Kaolink                 | In-Fusio                 |
| Crash Racing                     | 2005 | Telefoni cellulari (J2ME)          | Kaolink                 | Vivendi Mobile           |
| Crash Bandicoot Party Games      | 2006 | Telefoni cellulari (Java)          | Kaolink                 | Vivendi Mobile           |
| Crash of the Titans (mobile)     | 2007 | Telefoni cellulari (J2ME)          | DeValley                | Vivendi Mobile           |
| Chokkan♪ Crash Bandicoot         | 2007 | Telefoni cellulari (DoCoMo SH904i) | Dimps                   | Vivendi Mobile           |
| Crash Nitro Kart 2               | 2008 | Telefoni cellulari (J2ME)          | IP4U                    | Vivendi Mobile           |
| Crash Bandicoot Nitro Kart 3D    | 2008 | Telefoni cellulari (Symbian, iOS)  | Polarbit                | Activision               |
| Crash Bandicoot: L'isola mutante | 2009 | Telefoni cellulari (J2ME)          | Glu Mobile              | Vivendi Universal Mobile |
| Crash Bandicoot Nitro Kart 2     | 2010 | Telefoni Cellulari (iOS)           | Polarbit                | Activision               |
| Crash Bandicoot: On the Run!     | 2021 | iOS, Android                       | King                    | Activision               |

### Arcade
| Titolo                                | Anno | Piattaforme | Sviluppo | Editore           |
| ------------------------------------- | ---- | ----------- | -------- | ----------------- |
| Interactive Pachislot Crash Bandicoot | 2005 | Arcade      | Sammy    | Vivendi Universal |
| CR Crash Bandicoot                    | 2006 | Arcade      | Sammy    |                   |

## Cronologia
Dal punto di vista della trama, i capitoli sono ordinati cronologicamente nel seguente modo:
1. Crash Bandicoot, racconta la nascita di Crash Bandicoot.
2. Crash Bandicoot 2: Cortex Strikes Back, racconta il ritorno di Neo Cortex, che inganna Crash per raccogliere per lui i Cristalli del Potere.
3. Crash Bandicoot 3: Warped, racconta l'arrivo di Uka Uka.
4. Crash Bandicoot 4: It's About Time, racconta la fuga di Cortex, N. Tropy e Uka Uka dalla loro prigione temporale e del loro attacco al multiverso.
5. Crash Bandicoot XS, racconta del piano di Cortex di rimpicciolire la Terra. Crash lo sconfigge e lo spedisce nello spazio.
6. Crash Team Racing, dopo un lasso di tempo non precisato, Oxide vuole conquistare la Terra. Buoni e cattivi partecipano ad una corsa per batterlo.
7. Crash Bash, in cui Aku Aku e Uka Uka organizzano una sorta di torneo per decidere la vittoria definitiva tra il Bene e il Male. Se vincono i buoni di Aku Aku, Uka Uka sarà fermato per sempre, mentre se vincono i cattivi, Uka Uka prenderà i Cristalli e controllerà la Terra.
8. Crash Bandicoot: L'ira di Cortex, racconta della creazione di Crunch e la sconfitta di Cortex, esiliato in Antartide. Crash affronta gli Elementali risvegliati da Uka Uka e libera Crunch dal lavaggio del cervello. In seguito, Crunch diventa come un fratello maggiore nei confronti di Crash e Coco.
9. Crash Bandicoot 2: N-Tranced, racconta del piano di Uka Uka (spiritualmente presente dopo gli eventi di Crash Bandicoot: L'ira di Cortex) e di N. Trance, amico di N. Tropy, per ipnotizzare i bandicoot. Solo Crash riesce a sfuggirgli, scambiato per un suo clone, e libera i suoi fratelli. Questo è l'unico gioco della serie in cui Cortex non compare mai nella trama, dato che è ancora congelato.
10. Crash Nitro Kart, racconta di un torneo indetto da un alieno chiamato Imperatore Velo XXVII.
11. Crash Twinsanity, racconta del ritorno di Cortex dall'Antartico dopo 3 anni. Crash e Cortex si alleano per sconfiggere i Gemelli Cattivi.
12. Crash Bandicoot Fusion, racconta dell'incontro tra Spyro e Crash.
13. Crash Tag Team Racing, racconta delle avventure di Crash e Cortex al MotortWorld di Von Clutch.
14. Crash Boom Bang!, racconta della gara per arrivare al Cristallo dei Megapoteri, capace di esaudire i desideri di chi lo tocca.
15. Crash of the Titans, racconta del ritorno di Cortex con un esercito di mutanti.
16. Crash: Il dominio sui mutanti, racconta del ritorno del duo Neo Cortex-Nitrus Brio, che usano dispositivi noti come gli NV per ipnotizzare Coco e Crunch.
17. Crash Bandicoot Nitro Kart 3D, racconta del ritorno di Oxide alleato con Neo Cortex e Ripper Roo con lo scopo di dominare il mondo.
18. Crash Bandicoot Nitro Kart 2, sequel del videogioco per iPhone, iPod touch e iPad.
19. Skylanders Imaginators, ambientato circa 8 anni dopo Crash: Il dominio sui mutanti, racconta dell'arrivo di Crash nelle Skylands.
20. Crash Bandicoot: On the Run!, racconta il nuovo piano di Cortex per conquistare il multiverso.

## Film e serie TV cancellata
Il 13 gennaio 2021, su Reddit è trapelato un filmato di prova di una serie scartata di Crash Bandicoot. La serie sarebbe stata una coproduzione tra Activision e Amazon Studios. La serie sarebbe stata cancellata a causa di una disputa sulla sceneggiatura.
Nell'aprile del 2024 Dev Patel, durante un'intervista condotta da IGN, affermò il suo amore per la serie, gli venne poi chiesto in modo probabilmente ironico se avrebbe diretto lui un film sul personaggio e rispose con sorpresa lasciando così un dubbio sulla possibilità di un adattamento cinematograifco.

## Altri media

### I manga
Dopo il sorprendente successo della serie in Giappone, la CoroCoro Comic pubblicò due manga, uno dal titolo Crash Bandicoot, composto da due capitoli e basato sul primo gioco della serie, e uno dal titolo Crash Bandicoot - Dansu! de Jump! na Daibouken, composto da due volumi e tratto liberamente da Crash Bandicoot 2: Cortex Strikes Back. In queste serie fumettistiche Crash è in grado di parlare normalmente.

### Animazione
Dall'anno 2007, la casa di produzione The Animation Picture Company ha realizzato quattro cortometraggi della durata di tre minuti in promozione al videogioco, Crash of the Titans. I corti, intitolati Crash Bandicoot: No Use Crying, Crash Bandicoot Monster Truck, Crash Bandicoot - Titans Idol e Crash Bandicoot - Have Another, erano inizialmente disponibili come download gratuito sul servizio video di Xbox 360, e poco tempo dopo anche su Internet, originariamente disponibili nella consultazione sul sito web ufficiale di Crash Bandicoot.
In origine, il primo gioco della serie doveva avere dei filmati bidimensionali, in previsione di riutilizzarli per dar vita a una serie animata basata su Crash, in uno stile simile a quella di Earthworm Jim. La Sony tuttavia rifiutò in favore della grafica tridimensionale, e con essi fu quindi cancellata anche la serie animata. I filmati sopravvissuti sono stati pubblicati dal produttore David Siller nel 2016.
Crash compare nell'undicesima puntata della serie animata Skylanders Academy, dove viene erroneamente teletrasportato a Skyland. Spyro e i suoi amici lo aiutano a tornare nel suo mondo. Sebbene il suo design sia molto simile alle sue precedenti apparizioni, in questa il personaggio risulta caratterizzato in modo molto diverso rispetto alle apparizioni nei videogiochi: è in grado di parlare, risulta molto più sveglio, intelligente e con una certa moralità. Anche Coco compare nella stessa serie, dove appare personalmente nell'ultimo episodio per aiutare Spyro e suo fratello Crash nello scontro finale con Strykore e il suo Conquertron.

## Il mondo diCrash

### Frutti Wumpa
In tutti i capitoli della serie, Crash troverà nel corso della sua avventura i Frutti Wumpa, speciali frutti che lo aiuteranno a proseguire per la sua strada. Questi frutti hanno speciali caratteristiche:
- Nei primi capitoli se Crash ne raccoglie 100 guadagnerà una vita.
- In Crash Boom Bang! consentono di guadagnare punti essenziali nei vari minigiochi.
- In Crash Tag Team Racing sono i proiettili dell'arma unita di Crash.
- In Crash Team Racing e Crash Nitro Kart se Crash ne raccoglie 10 la velocità massima del Kart aumenta e le armi sono più potenti.
- In Crash Bash, Crash of the Titans e Crash: Il dominio sui mutanti, quando vengono raccolti fanno guadagnare energia.[6]

#### Monete Wumpa
Le monete Wumpa sono la valuta del piccolo Von Clutch MotorWorld. Si ottengono dopo aver vinto un minigioco, una gara o dopo aver portato a termine una missione. Si trovano semplicemente anche nelle casse e si possono usare per comprare veicoli o altro.

### Oggetti

#### Casse
Nel mondo di Crash le casse hanno sempre rappresentato un elemento importante e fondamentale, le possiamo trovare nei seguenti tipi:

##### Cassa di Aku Aku
È una delle migliori casse da trovare. Ognuna di esse contiene una maschera di Aku Aku. Distruggendone una si ottiene un punto ferita extra. Distruggendone due si ottengono due punti ferita. Distruggendone tre si ottiene, per un breve lasso di tempo, l'invincibilità per il giocatore, per poi ritornare alla fase 2. Nei giochi precedenti, avendo 3 Aku Aku il giocatore poteva rompere tutte le casse toccate. Crash Twinsanity è l'unico gioco dove Aku Aku (o Uka Uka) non protegge il giocatore da casse esplosive, nemmeno quando invincibile, questo accade a causa dei numerosi rompicapo collegati a casse esplosive, e, come tale, sarebbe facile risolverli solo rompendo le casse. È anche l'unico gioco in cui le casse non si rompono se toccate da un personaggio invincibile. Crash Bandicoot Fusion è l'unico gioco avente versioni di ferro di queste casse.

##### Cassa delle munizioni
Presenti solo in Crash Twinsanity, queste casse forniscono munizioni per la pistola a raggi di Cortex (20 colpi ciascuna).

##### Casse Freccia/balzo
Queste casse funzionano come trampolini per saltare verso l'alto. Le versioni in legno si possono rompere facilmente, tranne se ci si salta sopra. Contengono spesso un singolo frutto Wumpa. Le versioni di ferro sono infrangibili, quindi sono usate solo come trampolini.

##### Casse di base
Questo è il tipo di cassa più comune e contengono solo piccole quantità di frutti Wumpa.

##### Cassa TNT
Questa cassa esplosiva può essere sia pericolosa, che utile, se usata con saggezza. Possono essere toccate senza subire danno, ma, se si attaccano con giravolte, scivolate o attacchi di pancia, esplodono con violenza. L'unico modo per far esplodere una cassa di TNT senza subire danno è quello di saltare su di essa: apparirà quindi un timer di tre secondi sui lati al cui termine la cassa esploderà. Se una cassa TNT esplode e si trova vicino ad altre casse TNT provocherà una reazione a catena. Anche se il timer di solito è di 3 secondi, vi è un'eccezione: nella lotta con Ripper Roo in Crash Bandicoot 2: Cortex Strikes Back, il timer passa a 6 secondi. Molto più rare sono le Big TNT. Queste sono più grosse delle Casse TNT normali. Si riconoscono dal testo "BIG TNT", dipinto sui lati, e si trovano solo in Crash Bandicoot nella lotta con Ripper Roo. L'esplosione è più potete della cassa TNT normale. Nella versione giapponese del gioco, la cassa TNT ha un segno "bomba" al posto della sigla TNT. Questo perché il Giappone utilizza un alfabeto diverso, quindi era più facile mettere un semplice simbolo. Lo stesso disegno appare nella versione DS di Crash: Il dominio sui mutanti, in quanto la risoluzione è troppo piccola per poter leggere "TNT". Nella versione principale di Crash of the Titans, vi sono versioni modernizzate delle casse TNT, con LED rossi che si accendono se subiscono danni, e che, poco dopo, esplodono. Nella versione DS di Crash of the Titans, sono fondamentalmente le stesse di quelle originali. Le casse della versione GBA di Crash of the Titans sono grigiastre e sono riconoscibili dall'icona di una dinamite. Le casse TNT presenti nella versione principale di Crash: Il dominio sui mutanti sono simili, nel design, alle casse TNT originali, ma sono all'incirca delle stesse dimensioni delle Big TNT. Su alcuni dei loro lati sono presenti delle luci circolari che si illuminano quando qualcuno tocca la cassa TNT. Quando tutte e tre luci si accendono, la TNT esplode. Nel gioco per cellulare Crash Nitro Kart 2, sono di colore verde, proprio come le casse Nitro.

##### Cassa ostacolo
Queste casse non hanno uno scopo e servono semplicemente da ostacolo.

##### Cassa rimbalzante
Questa cassa contiene un totale di 10 frutti Wumpa. Per ottenere i frutti ci si deve saltare sopra più volte. Se viene rotta, non si ottiene nulla. In Crash 1 e 2, ogni salto dà 1 frutto, mentre in tutti gli altri giochi ne dà 2. In Crash Bandicoot, ci sono rari casi in cui invece di 10 frutti, vi siano contenuti 9 frutti e un'icona personaggio. In Crash Team Racing, viene rilasciato un numero casuale di frutti, ma mai 10. In Crash Nitro Kart, ogni salto rilascia 3 frutti, o 4 se sei dietro alla maggior parte degli avversari. Nelle versioni DS e GBA di Crash of the Titans, ti danno invece l'aura della frutta. Nella versione DS, ogni colpo rilascia cinque sfere di aura. Nella versione DS di Crash: Il dominio sui mutanti, le casse rimbalzanti rilasciano a ogni rimbalzo due sfere d'aura.

#### Cassa Checkpoint
Questa cassa ha una funzione molto importante e diversa dalle altre: ogni volta che viene rotta registra un Checkpoint in quel punto, nel quale si ritorna ogni volta che si muore.

#### Cassa Elicottero
Questa cassa rara appare solo nei livelli vulcanici di Crash Bandicoot 2: N-Tranced. In caso di rottura, Crash riceve un elicottero con il quale può volare dove vuole. Quando Crash ha l'elicottero, qualsiasi cassa sarà rotta se toccata. L'elicottero scompare dopo il raggiungimento di un obiettivo predefinito.

##### Cassa Crash
Queste casse contengono ciascuna una vita extra. Hanno il volto di Crash dipinto sui lati, ma, in altri gioco possono anche avere il volto di Coco: Crash Bandicoot: L'ira di Cortex, Crash Bandicoot 2: N-Tranced e Crash Bandicoot: N. Sane Trilogy, o Cortex e Nina in Crash Twinsanity, a seconda del personaggio che si sta usando.

##### Cassa detonatore
Se ci si salta sopra, o se vengono attaccate, fanno esplodere casse esplosive.

##### Cassa piuma
Ogni volta che Crash rompe una di queste casse, una piuma viene aggiunta alla sua difesa, fino ad un totale di tre o più se potenziato. Le piume agiscono come punti ferita in più, in modo da proteggere Crash e non fargli perdere salute. Si trovano in Crash of the Titans per Nintendo DS.

##### Cassa congelatore
Con l'apertura di questa rara cassa, tutti i nemici situati nelle vicinanze si congelano, diventando così facilmente attaccabili. Si trovano in Crash Bandicoot 2: N-Tranced.

##### Cassa infinita (nome non ufficiale)
Questa cassa è tanto strana quanto rara. Appare solo nei minigiochi bonus di Crash Bandicoot Fusion, ed è indistruttibile. Libera costantemente una quantità infinita di Frutti Wumpa.

##### Cassa dell'invisibilità
Quando vengono rotte, Crash diventa invisibile per un breve lasso di tempo, invisibilità che o protegge dai pericolosi raggi laser e da altri pericoli minori. Nella versione GBA di Crash of the Titans, sono chiamate Stealth Crate, e sono fatte di legno.

#### Casse di ferro
Queste possono essere usate come piattaforme. Spesso, quando poste in fila, servono come ponti, e, nella maggior parte dei casi ne viene visualizzato solo il margine (il che significa che richiedono l'attivazione).

##### Cassa rinforzata
Questa è una cassa base ma dotata di una speciale protezione in ferro. Si possono rompere solo con un attacco di pancia. Tuttavia, in Crash Twinsanity queste casse possono essere facilmente rotte se toccano il suolo, se un'altra cassa cade su di loro, o se colpite dalla pistola di Cortex.

##### Cassa tappeto magico
Questa rara cassa appare solo nei livelli arabi di Crash Bandicoot 2: N-Tranced. In caso di rottura, Crash si troverà con un turbante e alla guida di un tappeto magico in costante movimento. Quando guida il tappeto magico Crash può anche sparare delle sfere. L'effetto si esaurisce dopo il raggiungimento di un obiettivo predefinito.

##### Cassa moltiplicatore
Queste casse sono presenti solo in Crash Nitro Kart. Questa cassa fornisce tre armi, a differenza delle normali casse che ne rilasciano solo una.

##### Cassa Nitro
È la cassa più pericolosa presente nel gioco. Queste casse sono piene fino all'orlo di nitroglicerina ed al minimo tocco esplodono violentemente. Possono anche reagire a catena con altre casse esplosive, quindi attenzione quando sono in fila. Per sbarazzarsi di loro, si deve colpire la cassa verde del rispettivo livello (o una cassa Detonatore in Crash Twinsanity) oppure, in Crash Bandicoot 3, sparando frutti wumpa usando il superpotere Bazooka Wumpa ottenuto dopo aver sconfitto N. Gin. L'unico modo per toccare una cassa Nitro e non morire è usare il potere in punta di piedi in Crash Bandicoot: L'ira di Cortex o dotarsi di una maschera Aku Aku. Nella versione DS di Crash of the Titans, le casse Nitro sono come quelle di prima, ma con un'icona N al posto della parola intera. Nella versione GBA di Crash of the Titans, sono sempre sospese e cadono quando Crash si mette in un punto prestabilito. Nella versione DS di Crash: Il dominio sui mutanti, la Nitro uccide istantaneamente Crash; si trova solo nei livelli bonus. A causa della bassa risoluzione dello schermo, la parola "Nitro" è stata sostituita da un teschio rosso.

##### Cassa interruttore Nitro
Sono casse verdi speciali con il simbolo "!" e fanno da "detonatore" per tutte le casse Nitro situate in un determinato livello, il tutto con un semplice colpo. Dopo averle usate, si trasformano in inutili scatole di ferro. In Crash Twinsanity vengono sostituite dai detonatori ma nello stesso gioco, alla fine del livello Catastrofe nella Caverna, è presente una strana coppia di casse. In Crash Bandicoot Fusion, rimangono verdi anche quando si trasformano in scatole di ferro.

##### Cassa margine
Questa strana e spettrale cassa è visibile solo dal proprio margine fino a quando si attiva il rispettivo "!", che di solito si trova nelle vicinanze. Quando viene attivato, diventa una delle casse. Non c'è alcun modo di capire quale cassa diventi. Si trovano di solito in gruppo, o, talvolta, in fila come ponti: hanno bisogno di attivazione, prima di essere attraversate.

##### Cassa pantaloni
Probabilmente è la cassa più inutile. La sua unica funzione è quella di cambiare il colore dei pantaloni di Crash. Il nuovo colore, dipinto sulla cassa, varia da arancione, verde, rosso, giallo, nero, viola e bianco. Quando le casse vengono rotte si sente un suono divertente. Si trovano in Crash Bandicoot: Fusion.

##### Cassa spine
Sono scatole pericolose al contatto. A prima vista sembrano normali. Possono essere distrutte solo quando sono cariche di spine. Si trovano in Crash: Il dominio sui mutanti

##### Cassa Slot
L'interno di questa scatola cambia rapidamente, in modo che corrisponda ad un'immagine sui lati, anch'essa in costante evoluzione. In caso di rottura, questa cassa rilascerà un premio speciale, a seconda di quale icona stava mostrando nel momento in cui è stata rotta. Vi è sempre la possibilità di romperla quando è vuota, in questo caso non rilascerà nulla. In alcuni rari casi, queste possono acquisire la forma di una cassa pericolosa. La cassa cambia sempre più velocemente, em se non si riesce a romperla in tempo, si trasforma in un indistruttibile cassa di ferro, il che vuol dire, che, se non si fa in fretta, non si può rompere tutte le casse di quel livello.

##### Cassa sorpresa
Queste casse di solito sono piene di frutta, ma possono contenere anche altri elementi, come le vite extra. In Crash Bandicoot, alcune di queste contengono icone bonus, appartenenti a Tawna, Brio e Cortex. Sia in Crash Team Racing che in Crash Nitro Kart, contengono delle armi. Vi sono versioni di casse sorpresa viola in Crash Bash. Di solito contengono oggetti speciali, punti o frutta, a seconda del minigioco. Si chiamano casse "?" fino a Crash Bandicoot 3: Warped. In Crash Team Racing, hanno il semplice nome di "casse". Sia in Crash Bandicoot: L'ira di Cortex, che in Crash Twinsanity si chiamano Casse Sorpresa. In Crash of the Titans per Nintendo DS, ci sono versioni normali e giganti, mentre quelle più grandi possono essere rotte solo dai Titani. La versione GBA presenta versioni grigiastre di queste scatole, che, dopo il colpo, passano rapidamente tra le varie icone e danno tutto ciò che è visualizzato in ultima posizione: Aura, frutta, una gemma, un cristallo, un robot nemico, una scimmia Doom, un granchio, una farfalla o un topo. In Crash: Il dominio sui mutanti per il DS, tutto quello che possono dare sono aura e frutti Wumpa.

##### Cassa interruttore
Queste scatole di solito, se colpite, attivano scatole margine, ma sono in grado anche attivare macchinari. Quando un dispositivo di commutazione ha raggiunto il suo scopo, si trasforma in un'inerte cassa di ferro. Di solito sono grigie, tranne in alcuni giochi: In Crash Nitro Kart, per esempio, si trovano versioni in legno, che attivano trappole alle quali sono collegate. In Crash Bash vi sono versioni in legno color porpora con diverse funzioni a seconda del minigioco. Nel gioco per cellulare, Crash Twinsanity, queste scatole sono blu e sono chiamate Casse "!", ed interruttore sia in Crash Bandicoot: L'ira di Cortex che in Crash Twinsanity.

##### Cassa tempo
Queste casse si trovano solo in modalità Prova a Tempo, modalità attivabile dal cronometro d'oro nei giochi a piattaforme, o semplicemente selezionate nei giochi di guida. In caso di rottura, fermano il timer per il numero di secondi indicato sulla scatola, che può variare tra 1, 2 e 3. In CTR e CNK, rompendo tutte queste casse in un circuito si ottiene un bonus "Perfetto", pacchetto che consiste nella sottrazione di 10 secondi dal tempo ottenuto (tranne che nella versione GBA di CNK).

##### Cassa Mondo
Innescate dalla vicinanza, queste casse d'oro rappresentano il salvataggio in Crash Twinsanity. Agiscono anche come checkpoint, sia in funzione che in animazione.

##### Cassa Wumpa
Questa cassa è stata utilizzata molto raramente. In Crash Boom Bang!, queste sono oggetti che il giocatore, in uno dei mini-giochi, deve portare nella sua area. Nella versione per telefono cellulare di Crash Twinsanity, questi agiscono come casse normali, contenenti frutti wumpa.

### Oggetti speciali

#### Gemme
Questi potenti Gioielli sono nascosti in tutto il mondo. Le Gemme hanno la capacità di sfruttare l'energia planetaria, energia che può essere usata per alimentare qualsiasi tipo di dispositivo. Crash Bandicoot ha raccolto, per varie ragioni, molte gemme e le ha utilizzate come via di passaggio per salvare Tawna, come fonte di energia per le varie macchine, necessarie per sventare piani malvagi, o spesso semplicemente per non farle cadere in mani sbagliate. La maggior parte delle Gemme sono bianche, ma ce n'è un gruppo particolare colorato. Queste fungono da piattaforme o impianti di risalita per aree segrete, e in genere sono molto più difficili da trovare.

#### Modalità di acquisizione delle gemme
- Nei giochi di piattaforma fino a N-Tranced e la versione DS di Titans, le Gemme chiare sono acquisite rompendo tutte le casse presenti in quel livello.
- In Crash 1, vengono acquisite passando attraverso un livello senza morire e rompendo tutte le casse presenti in esso. Il premio può essere una gemma chiara o colorata, a seconda del livello.
- Inoltre, in Crash 1 compaiono due gemme che non tornarono mai: la gemma arancione e la gemma rosa. La loro esistenza sembra essere stata rinnegata nei successivi giochi. Non solo, ma la gemma rossa manca in questo gioco.
- Da Crash 2 in poi, le gemme colorate sono nascoste, e sono di 5 colori diversi, ognuna con la sua propria forma (blu, rosso, verde, giallo e viola). Sono le uniche gemme colorate che appaiono sempre (escluso Crash 1), quindi sono di solito considerate come il cosiddetto gruppo 'canone'.
- In CTR, c'è solo il gruppo "canone" di gemme colorate (nonostante tutte in forma di Gemme chiare). Ognuna di esse è acquisito vincendo la coppa rispettiva.
- In Crash Bash in ogni mini-gioco vi sono gemme verdi. Si pensa che queste siano Gemme chiare. Sono acquisite mediante la vittoria con una serie di regole più difficile per ogni mini-gioco.
- In CNK, c'è la stessa situazione che si verifica CTR, meno la Gemma gialla.
- In Crash Bandicoot: Fusion, le gemme chiare possono essere acquisite mediante vittoria in round bonus, o rompendo tutte le casse in un mini-game, se esistente.
- In Crash Twinsanity, in ogni livello vi sono sei gemme, ciascuna di un colore diverso. Sono nascoste in posti segreti, anche se molte di loro si trovano semplicemente sul sentiero principale. Questo è il primo gioco in cui raccogliere le gemme è del tutto opzionale, come sbloccare gli extra, e, nella trama non serve ad un fine.
- Nella versione DS di Crash of the Titans, una gemma viene ottenuta quando si completa in un livello una qualsiasi di queste quattro: rompere tutte le casse, trovare tutte le maschere Tiki, ottenere il minimo numero di aura e completare l'evento.
- Nella versione GBA di Crash of the Titans, alle Gemme è data poca o nessuna importanza e sono molto più abbondanti rispetto a prima, e servono come moneta comune. Scompaiono se non si prendono abbastanza rapidamente.
- Fino a Crash Bandicoot: Fusion, acquisendo tutte le gemme si sbloccava il finale vero o, prima di questo un boss finale. Nota: Le gemme in Giappone sono chiamate Diamanti in Giappone. Una particolare forma di gemme appare in N-Tranced.

Quando N. Trance ha rapito Coco e Crunch, Crash Bandicoot, per poterli salvare, ha trovato lungo la strada alcuni oggetti. Piuttosto che le solite Gemme normali questi erano solo dei Frammenti. Frammenti verdi sono stati trovati in Arabia, quelli rossi in Egitto, quelli blu nelle isole vulcaniche. Ogni colore possiede quattro frammenti, tutti erano necessari per Aku Aku per aprire un passaggio per il nascondiglio del Dr. N. Tropy, oltre che funzionare come elemento chiave per ottenere le rispettive gemme colorate.
Un altro dispositivo, ancora in TTR: il Von Clutch Motorworld è alimentato da un insieme di speciali gemme del potere. Raccoglierle è stato il principale obiettivo nel momento in cui Crash e co. hanno visitato per la prima volta il parco. Dopo il furto delle gemme, gli eroi ed i cattivi hanno iniziato a cercarle per ottenere il possesso del parco, così come aveva spiegato Von Clutch nel suo "affare". Presenze: Crash 1, Crash 2, Crash 3, CTR, Crash Bash, L'ira di Cortex, XS, N-tranced, CNK, Fusion, Twinsanity, TTR, Titans DS e GBA

#### Cristalli
I cristalli del potere viola erano gli oggetti più importanti nella maggior parte delle missioni di Crash. Il dottor Neo Cortex lottava costantemente pur di ottenere tutti questi cristalli, in quanto dotati di un'energia immensa. Con questi cristalli il dottore aveva il progetto di conquistare tutta la Terra. Questi speciali cristalli sono anche in grado di sfruttare l'energia planetaria, proprio come le gemme. Si ritiene che vi siano 26 Cristalli: 25 normali più il Crystal Master che il dottor Cortex trovò una sola volta. Dopo l'esplosione del Cortex Vortex, il Cristallo Maestro non fu mai più visto. Gli altri sono ancora sparsi e nascosti per tutta la Terra. Ne L'ira di Cortex, i cristalli sono denominati "cristalli elementali". Questo potrebbe significare che il set utilizzato in quella partita potrebbe essere completamente diverso. Questi si differiscono solo nel nome e nello scopo, servono infatti per porre ciascuno degli elementali nel loro stato d'ibernazione. Nel corso del tempo e della trama, i cristalli hanno perso la loro importanza. Ciò che era conosciuto come un gioiello raro e pericoloso, ora appare come un elemento, in qualche modo comune ma con un'importanza molto minore. Questi gioielli sono stati semplicemente chiamati Cristalli fino al gioco N-tranced, nel momento gli venne assegnato il prefisso "Power" (potere). Anche se 25 è generalmente il numero convenzionale, i cristalli possono essere di un numero maggiore, Negli spin-off, come CrashTTR è presente un'assurda quantità di 142 cristalli, a sottolineare come sia diventato un oggetto comune. Vi sono anche casi in cui i cristalli sono meno di 25, il che è più comprensibile, visto che non tutti i 25 cristalli sono sempre necessari per fare o ottenere qualche cosa.

#### Come ottenere cristalli e alcuni dei loro effetti
- Aver portato a termine qualche missione.
- In Crash Boom Bang!, hanno vari effetti diversi che dipendono dal mini-gioco, per esempio: velocità su un giocatore, concedere invulnerabilità, superare certi ostacoli, ecc.
- Nella versione DS di Crash of the Titans, i Cristalli si trovano sul percorso principale, così come nel gioco originale. Se se ne raccolgono due si affronta il boss dell'isola.
- Nella versione GBA di Crash of the Titans, sono semi-comuni pick-up che concedono, solo per un breve periodo a Crash l'invincibilità.

Nota: In Giappone i cristalli sono chiamati "Power Stones", in italiano "Pietre del potere". Presenze: Crash 2, 3, CTR, bash, TWOC, XS, N-trance, CNK, Fusion, Twinsanity, CrashTTR, Boom Bang, Titans (DS e le versioni GBA).

#### Reliquie
Le reliquie sono antichi artefatti generalmente acquisibili completando un percorso, ma entro un limite di tempo. Sono spesso usate per sbloccare aree segrete. Ve ne sono di tre tipi: ciascuno viene assegnato in base al tempo con cui si è attraversato il percorso: quella di zaffiro è la forma più bassa, ed è la ricompensa che viene data ai sfidanti lenti; la reliquia d'oro è per coloro che sono veloci; quella di platino è la più difficile da raggiungere, dal momento che richiede molta abilità e concentrazione, e viene consegnata ai giocatori d'élite più veloci. La funzione delle reliquie varia in ogni tipo di gioco:
- Crash 3/The Wrath di Cortex / XS / N. Tranced: le reliquie sono attivabili tramite la modalità prova a Tempo. Per attivare questa modalità, è necessario prima di ottenere il Cristallo del livello, per poi tornare al livello e toccare all'inizio il cronometro d'oro. Alcuni elementi cambiano, come alcune casse che si trasformano in casse del tempo, che quando si rompono, congelano il timer per il numero di secondi visualizzato su di loro, con l'estromissione di tutti i check point. L'obiettivo della Prova a Tempo è quello di finire un livello in fretta, senza perdere una vita, altrimenti si ricomincerà daccapo.
- CTR/CNK: Sono più o meno come i giochi descritti qui sopra. Si deve gareggiare da soli il più velocemente possibile, rompendo le casse del tempo per congelare il timer. Se si riesce a rompere tutte le casse, viene aggiudicato un bonus Perfetto: dieci secondi vengono sottratti dal totale, anche se questo non vale per la versione GBA di CNK.

- In Crash Bash, le sfide Reliquie vengono sbloccate dopo aver battuto Nitros Oxide. Le Reliquie oro sono ottenute completando, per due volte di fila, un mini-gioco contro i campioni dell'arena. Per le reliquie platino è fondamentalmente lo stesso, ma per tre volte. Non ci sono reliquie zaffiro.
- Crash Bash è l'unico gioco in cui reliquie d'oro hanno incastonato un gioiello verde, anziché il solito rosso. È anche l'unico gioco in cui le reliquie da raccogliere non hanno alcuna relazione a quanto le sfide si devono eseguire velocemente.

Presenze: Crash 3, CTR, Crash Bash, L'ira di Cortex, XS, N-trance, Crash Nitro Kart

#### Trofei
I trofei sono la ricompensa più comune in CTR, Crash Bash e Crash Nitro Kart. Servono per sbloccare altre piste o mini-giochi.
- In CTR e Crash Nitro Kart, un trofeo è la ricompensa per aver concluso in prima posizione una gara.
- In Crash Bash, un trofeo è la ricompensa per aver completato tre volte un mini-gioco in modalità Avventura.[34]

Presenze: CTR, Crash Bash, Crash Nitro Kart

#### Super poteri
Oltre alle mosse standard di Crash, si possono talvolta ottenere super mosse. Queste sono:
Super attacco di pancia: l'attacco di pancia di Crash diventa più forte, con un raggio d'azione più grande. Come si ottiene:
- Sconfiggere Tiny Tiger in Crash 3.
- Si trova nell'area della gemma rossa in L'ira di Cortex, nel livello "Banzai Bonsai".
- Sconfiggere Dingodile in XS.
- Già disponibile agli inizi di N-Tranced e Twinsanity.

Doppio salto: viene utilizzato per saltare di nuovo, mentre si è in aria. Come si ottiene:
- Sconfiggere Dingodile in Crash 3.
- Sconfiggere Crunch con Wa-Wa in L'ira di Cortex.
- Sconfiggere N. Gin in XS.
- Già disponibile dall'inizio ai giochi post-N-Tranced.

Giravolta Tornado Mortale: usato per girare più a lungo e per planare in aria. Come si ottiene:
- Sconfiggere N. Tropy in Crash 3.
- Sconfiggere Crunch con Py-ro L'ira di Cortex.
- Sconfiggere Tiny Tiger in XS.
- Sconfiggere Fake Crash in N-Tranced.

Frutta Bazooka: usato per mirare e sparare frutti wumpa liberamente (munizioni infinite). Come si ottiene:
- Sconfiggere N. Gin in Crash 3.
- Sconfiggere Crunch con Lo-Lo in L'ira di Cortex.

Crash Dash: Usato per correre più veloce. Come si ottiene:
- Sconfiggere Cortex in Crash 3.
- Sconfiggere Crunch al massimo in L'ira di Cortex.
- Sconfiggere Cortex in XS.
- Sconfiggere N. Trance in N-Tranced.

Punta di piedi: Usato per attraversare ponti di Nitro senza farsi male. Come si ottiene:
- Sconfiggere Crunch con Rok-ko in L'ira di Cortex.

Super Slide: Usato per scorrere attraverso grandi distanze. Come si ottiene:
- Sconfiggere Evil Crunch in N-Tranced.

Rocket Jump: usato per saltare molto in alto. Come si ottiene:
- Sconfiggere Evil Coco in N-Tranced.

Presenze: Crash 3, L'ira di Cortex, XS, N-Tranced

#### Aura
L'Aura è una sostanza magica, spesso definita come "l'essenza della vita stessa". Si trovava sparsa per l'Isola Wumpa. Su quest'isola si trova il Tempio dell'Aura, ed è il giacimento di Aura più conosciuto, probabilmente l'origine della stessa. Anche se nel Tempi è presente in una sorta di forma liquida, questa è divisa in sfere concentrate e sparsi in giro per l'isola. Può rendere le creature più forti, ma in mani sbagliate, può essere utilizzato per azioni malvagie. Con l'aiuto di Uka Uka, il Dr. Neo Cortex ha usato questa sostanza per creare un esercito di mutanti. Uka Uka è anche in grado di generare una sorta di Aura oscura che ha un effetto cattivo su colui che l'assorbe. I Bandicoot sono in qualche modo immuni al controllo dell'Aura normale, ma non da quella oscura generata da Uka Uka. A partire con Crash of the Titans, l'Aura è diventata il più comune pick-up nei giochi:
- In Crash of the Titans, raccogliendo abbastanza Aura si possono potenziare le mosse di Crash. Inoltre dà al giocatore una vita in più per ogni 25.000 punti aura raccolti. Le sfere d'Aura sono disponibili in diverse dimensioni: le piccole valgono 10 punti, le medie 50, le grandi 100, e quelle grandi e viola 1000. Ci sono anche i moltiplicatori d'Aura che rendono, per un po' di tempo, le sfere di valore doppio rispetto al normale. Inoltre, nelle Stane dell'Auroa vi sono sfere verdi: il giocatore deve raccoglierne un certo numero, prima che scada il tempo.
- In Mind Over Mutant, l'Aura funziona più o meno allo stesso modo del suo predecessore, ma qui vi sono alcune differenze. Le piccole sfere valgono solo un punto Aura, le medie viola valgono cinque, mentre le grandi e gialle valgono 100. Effettuando combo di combattimento, un moltiplicatore aumenta progressivamente l'Aura che il giocatore raccoglie, potendo moltiplicare la propria forza, fino a 20 volte rispetto al normale[37]. I moltiplicatori d'Aura esistono ancora, ed è possibile combinarli con moltiplicatori combo per un totale massimo di Aura moltiplicata 40 volte rispetto al normale. Inoltre, si possono potenziare non solo Crash e Coco, ma anche i Titani
 Presenze: Crash of the Titans, Mind Over Mutant[38]

#### Bamboline Voodoo
Le Bamboline Voodoo sono oggetti da collezione che sbloccano diversi premi, come il concept art, ripetere le stanze dell'Aura, abiti ecc. Di solito sono utili per completare il gioco con la percentuale massima. Presenze: Crash of the Titans, Mind Over Mutant.

### Luoghi del mondo di Crash

#### Decima Dimensione
Nella decima dimensione, tutto ciò che è buono e piacevole nella consueta dimensione di Crash, è cattivo e deformato, ed è la causa della tristezza che permea questo ambiente totalmente distorto. Per esempio, al posto dell'iceberg di Cortex, vi è un vulcano, e al posto della bellissima N. Sanity Island, vi è una terra desolata e disfunzionale, chiamata Twinsanity Island. Gli esseri viventi seguono questa regola degli opposti, e questo lo testimonia l'esistenza di un Crash Malvagio (Evil Crash), che vive in Twinsanity Island. Il cielo scuro è in lotta costante con sé stesso. Buchi neri lontani sono visibili, e, anche se vi sono due soli, uno rosso e uno verde, tutto appare sempre troppo scuro. Questo conferisce a questa terra negativa un tono rosso porpora. Presenze: Crash Twinsanity

#### Seconda isola senza nome
Questa isola dell'arcipelago di Crash potrebbe essere una ridente località turistica privilegiata, se non fosse punteggiata di numerose rovine, così come il gigantesco albero che cresce su di esse. In quest'isola vi sono anche diverse cascate e grotte laviche, dalle quale è possibile estrarre del carbone, così come cristalli comuni. Qui troviamo nel profondo sottosuolo anche una fogna oscura, piena zeppa di barili tossici, robot e meccanismi hi-tech (probabilmente resti di lavoro del Dr. Neo Cortex). Il clima, in questa isola centrale, è di solito più freddo. Anche se, durante l'inverno, nevica in tutto l'arcipelago, quest' isola, in questa stagione, è completamente coperta di neve e ghiaccio. Per questo motivo, l'isola è la casa delle più insolite creature che non ci si aspetterebbe di trovare in Australia: gli orsi polari. Probabilmente è l'Isola Wumpa, dove cresce un gigantesco albero, chiamato Albero Uka. Presenze certe: Crash 1, Crash 2, Crash 3

#### Accademia del Male
È la scuola per i bambini cattivi, gestita da Madame Amberly. Il dottor Neo Cortex frequentò questa scuola da bambino, sotto l'occhio vigile della signora dalle "grandi dimensioni". Nina, la nipote di Cortex, ha imparato la sua malvagità in questa scuola, proprio come suo zio fece molti anni fa. In ogni momento una nebbia scura circonda l'accademia, che si trova su una piccola isola, non troppo lontano dall'arcipelago di Crash. L'accademia è sorvegliata da cani furiosi, custodi robotica, manichini che camminano e animali mutati. Nel sottosuolo si trova la caldaia, una grande area verde piena di acido, alla quale si accede tramite un passaggio segreto situato nella fontana centrale. Presenze: Crash Twinsanity.

#### Castello di Cortex
È uno dei covi Dr. Cortex. È ben protetto dai suoi scagnozzi robot, fu anche sede del laboratorio del Dr. Nitrus Brio. Dopo l'invasione del castello da parte di Crash Bandicoot, il Dr. Cortex, alquanto maldestro, aveva dato fuoco al castello, ma senza distruggerlo. Da allora il Dottr Cortex usa raramente il fuoco. Anche se secondo l'epilogo di Crash 1 si racconta che Papu Papu abbia venduto le rovine del castello, il che implica che sia stato distrutto, in Crash 2 lo si può vedere intatto sullo sfondo della warp room segreta. Visto che l'epilogo appare in una conclusione non canonica, anche se ciò non è vero per qualsiasi personaggio, il castello è generalmente accettato come un edificio sostanzialmente sopravvissuto al fuoco appiccato in Crash 1. Presenze: Crash 1, Crash 2, CTR (variazione), Crash Nitro Kart

#### Isola di Cortex
La terza isola dell'arcipelago di Crash non è accattivante o amichevole come le altre due, perché il dottor Neo Cortex l'ha completamente riempita di rifiuti tossici e scarti metallici. La raffineria adiacente alla spiaggia, conosciuta come Cortex Power, viene utilizzata per alimentare alcuni congegni meccanici, ma nel processo, in mare vengono scaricati rifiuti tossici. Al margine opposto dell'isola, si trova il castello di Cortex, non lontano da un vecchio tempio con la stessa forma di un tempio presente nella seconda isola. Presenze certe: Crash 1, Crash 2, Crash Nitro Kart.

#### Casa di Crash
La prima casa di Crash si trova in N. Sanity Island. Nel corso degli anni non è cambiata molto. Inizialmente era una capanna in pietra, dotata di una porta in legno tondo, ed adiacente ad un pozzo. La porta era dipinta di verde, ma dopo un po' fu sostituita. Recentemente venne costruita una seconda capanna, più piccola, probabilmente utilizzata per lo stoccaggio. Venne arato un campo, e costruito un muro ed un cancello. La capanna al suo interno venne decorata e arricchita con numerosi suppellettili: un vaso, Crash a bordo di un jet sul fiume, un ritratto di Tawna, un morso d'oro di un frutto wumpa, un cesto di frutta ed un trofeo. Nei giochi di Vicarious Visions, la dislocazione della casa è un po' diversa: prima di tutto è situata nei pressi di in una spiaggia sabbiosa, la porta è esagonale, e le cose all'interno non sono esattamente le stesse: c'è una sedia comoda, un trofeo d'oro con la figura di Crash, una scatola piena di cristalli del potere, e, probabilmente la differenza più evidente, un ingresso ad una tenda che conduce ad un enorme garage dove Coco lavora. Una seconda casa venne costruita sull'Isola di Wumpa, dove Crash vive a partire dagli eventi di Crash 3. Questa comprende una passerella in pietra, una staccionata in legno, come decorazione vasi di fiori sui lati, una casella della posta, e, in giardino, una piccola piscina. Coco vive in una casa rosa situata nelle vicinanze, proprio di fronte ad un torrente. Ha deciso abitare in una propria casa, soprattutto a causa della natura distruttiva di Crash, ma a lei piace ogni tanto uscire per andare a trovare il fratello. Presenze: Prima casa - Crash 3, CTR, L'ira di Cortex, XS, N-trance, Crash Nitro Kart, Crash Twinsanity. Seconda casa - Crash of the Titans, Mind Over Mutant.

#### Scuola pubblica del Male
Sull'isola Wumpa è presente una scuola pubblica per bambini cattivi. Gli studenti in questa scuola, ovviamente, non sono molto amichevoli. A volte Cortex aveva fatto degli annunci attraverso gli altoparlanti della scuola, anche se non è chiaro quale sia il suo esatto ruolo. Sua nipote, Nina, è una degli studenti, anche se avrebbe infinitamente preferito continuare i suoi studi nella scuola privata di Madame Amberly. Presenze: Mind Over Mutant.

#### Regno dei Rattoghiacci (o costa congelata)
Sull'Isola Wumpa Wumpa, costruita su una costa congelata, si trova la casa dei Rattoghiacci. In un villaggio è nata una particolare società dotata di una propria gerarchia e guidata da un valoroso guerriero di nome Rattoghiaccio. Presenze: Mind Over Mutant.

#### Gasmoxia
Il pianeta Gasmoxia è il pianeta natale di Nitros Oxide. La sua gassosa, verdastra superficie nasconde il suo vero volto: Gasmoxia possiede alcune città ad alto contenuto tecnologico, con l'aspetto colorato di un parco giochi. Presenze: Crash Bash.

#### Iperspazio
Questo strano luogo vacuo è sede di diversi portali che conducono in altre dimensioni. Località notevoli e raggiungibili sono: il tempio galleggiante, spesso usato da Aku Aku e Uka Uka come luogo di incontro, ed una strana isola contenente i portali che conducono a vari luoghi della Terra. Presenze: Crash Bandicoot: N-Tranced.

#### Tempio dell'Iperspazio
Un intergalattico, e piuttosto piccolo, tempio situato nell'Iperspazio. Questo è il luogo dove Aku Aku e Uka Uka occasionalmente si incontrano e "discutono" il futuro della Terra. Questo tempio è stato sede di numerosi eventi. Aku Aku e Uka Uka, al suo interno, organizzarono una sfida tra bene e male. È sempre qui che Uka Uka e gli Elementali tenderono un'imboscata ad Aku Aku. Infine, questo tempio venne utilizzato come luogo di incontro per Uka Uka e il Dr. N. Tropy, dove i due malvagi unirono le loro forze. Nota: Nei giochi della Vicarious Visions, il tempio fu poi ricostruito in un portale interdimensionale. Presenze: 1 - Crash Bash, 2 - L'ira di Cortex, 3 - N-Tranced.

#### Laboratorio di Ghiaccio
Questo laboratorio appartiene al Dr. Neo Cortex. Secondo il suo proprietario, "nelle mani sbagliate, questo laboratorio potrebbe fare addirittura del bene al mondo". Cortex lo usa per fabbricare i dispositivi usati per attuare i suoi piani malvagi. Le basse temperature possono congelare la porta del laboratorio, ma c'è un percorso alternativo per entrare: passando attraverso congegni meccanici del laboratorio, dentro e attorno all'iceberg è possibile raggiungere il 1º piano. In alternativa, c'è un ascensore che conduce ad esso, ma deve essere attivato dall'interno. Il 1º piano contiene lo Psychetron, un dispositivo in grado di far viaggiare il Laboratorio e tutti coloro che sono al suo interno, nelle diverse dimensioni. Anche il Computer principale di Cortex si trova al 1º piano. Al 2º piano, di fronte alla sedia personale di Cortex, si trova un sistema elettronico rappresentante la Mappa del Mondo, circondato da varie console e schermi. In questa stanza ci sono tre porte: una conduce verso l'ascensore utilizzato per arrivarci, e le altre due restano ben chiuse. L'iceberg in mare non ha una posizione. Questo è probabilmente dovuto alla presenza di correnti oceaniche, o all'utilizzo dello Psychetron. Presenze: Crash Twinsanity.

#### Discarica
La discarica è il luogo del riciclaggio malvagio. Il Dr. Nitrus Brio lo usa per riciclare vecchi congegni e materiali, al fine di renderli nuovi e più tenebrosi. La discarica è situata nell'Isola Wumpa, vicino alla spiaggia dove Crash ha distrutto la fabbrica di armi di N. Gin, ed è anche la casa di molti Melmosi. Presenze: Mind Over Mutant.

#### Deposito di legname
Il deposito di legname si trova nei canyon dell'Isola Wumpa. Si tratta di un cantiere prevalentemente automatizzato gestito dai Koala. La maggior parte degli alberi e la vegetazione sono stati tagliati da gigantesche pale rotanti, alberi commissionati dallo Sterminatore. Apparizioni: Crash of the Titans (versioni principali e GBA).

#### Tempio dell'Aura
Il Tempio dell'Aura è una statua situata in un antico palazzo in pietra a forma di un gorilla che sostiene una piattaforma. Questo tempio, situato sull'Isola Wumpa, è il più grande noto contenitore di Aura, l'essenza della vita. Il tempio potrebbe essere, infatti, l'origine di questa sostanza. La maggior parte dell'Aura scaturisce dalla piattaforma superiore tenuta in mano dal gorilla di pietra. L'interno del tempio è una sorta di labirinto, pieno di passaggi pericolosi, praticamente il sogno di ogni esploratore pazzo e coraggioso. Fortunatamente per Crash, che possiede entrambe queste qualità. Apparizioni: Crash of the Titans.

#### Il villaggio dei Nativi
Il villaggio dei nativi è la casa della tribù dell'isola di N. Sanity. Si trova in salita vicino alla spiaggia, circondato da un grande cancello in legno. Il villaggio è attraversato da un fiume e da una cascata. Papu Papu, il capo della tribù, vive in una grande capanna centrale, dove si trova un Totem. Alla fine venne abbattuto da Crash a causa di in piccolo contrattempo. Apparizioni: Crash 1, Crash Twinsanity.

#### L'isola della Follia
L'isola della Follia, meglio conosciuta come N. Sanity Island, è la prima isola di un particolare arcipelago situato in Australia. Si tratta di un grande paradiso naturale dotato di molte attrazioni. È nota soprattutto per una roccia a forma di cranio situata al centro, scavata nella montagna principale. Da questa particolare roccia sgorga una cascata, il cui torrente finisce in mare. Ma non è una normale cascata, è in realtà un geyser che si leva dal cranio espellendo oltre all'acqua anche dei pesci, che rotolano giù per la montagna e finiscono nel mare. Tutto questo si verifica in prossimità della spiaggia della follia, di solito un luogo tranquillo e soleggiato. Nell'isola si trovano anche varie grotte laviche. La flora è ricca e diversificata. Dagli alberi Wumpa alle piante carnivore pienamente coscienti, su quest'isola la vegetazione è estremamente abbondante. La fauna è altrettanto ed equamente distribuita, con cinghiali, paguri, puzzole, marsupiali e numerose specie di uccelli vaganti. L'isola della Follia è anche ricca, sia di monoliti, che di totem. Questi sono adorati dalle tribù locali, in realtà gli abitanti più comuni di N. Sanity. I locali hanno costruito uno dei pochi luoghi artificiali dell'isola, il villaggio dei nativi, circondato da una possente palizzata in legno. Un'altra località innaturale è la grotta dei cantieri sotterranei. Questa pare operare automaticamente, ma, sia il suo vero scopo, che i suoi creatori rimangono sconosciuti. Questa fantastica isola era la casa di Crash Bandicoot prima che si trasferisse sull'Isola Wumpa. Viveva in una casetta tra la spiaggia e il bosco. Il clima di quest'isola è generalmente bello e soleggiato. Tuttavia, quando fa freddo, può anche nevicare. Presenze accertate: Crash 1, Crash 2, Crash 3, CTR, L'Ira di Cortex, XS, N-Tranced, Crash Nitro Kart, Crash Twinsanity, Crash of the Titans (GBA)

#### Capanna di Papu Papu
Il capo nativo Papu Papu vive in una grande capanna, sul cui pavimento è dipinto un grosso Sole con un'espressione accigliata, inoltre troviamo anche una sedia di legno, sulla quale Papu Papu è seduto per la maggior parte del giorno, ed alcuni vasi negli angoli, poi con il tempo rimossi. Il rifugio si trova all'interno del villaggio dei nativi, vicino al fiume. Presenza: Crash 1, Crash 2 (cameo), Crash Twinsanity.

#### L'isola dei Gemelli Folli
L'isola dei Gemelli Folli si trova nella 10ª dimensione, ed è la controparte dell'Isola della Follia, in altre parole, il suo esatto opposto. A differenza della bellissima Isola della Follia, questa è oscura, cupa e deforme. Al posto di statue di totem, abbondano sculture dall'aspetto malvagio. Non vi è quasi la benché minima traccia di fauna e la flora, in quanto in gran parte morta. La roccia a forma di cranio dell'Isola della Follia è qui sostituita da due gigantesche sculture con le fattezze di Victor e Moritz. Quei due sembrano essere gli unici abitanti di questo luogo, insieme a Nega Crash, la controparte malvagia di Crash Bandicoot. Presenze: Crash Twinsanity

#### Albero di Uka Uka
Questo è un albero gigantesco che da lungo tempo ha germogliato sulla cima dell'isola Wumpa. A causa della sua grandezza, Uka Uka lo usa come una tana. In realtà è stato lui che ha creato questo albero prima che Aku Aku lo imprigionasse. Al suo interno è pieno di acido, dove troviamo anche le case dei Coniglietti Voodoo. Presenze certe: Crash of the Titans (versioni principali e GBA) e Mind Over Mutant.

#### Isola Tiki
Un'isola dell'Archipelago Wumpa nota per le tre enormi statue indigene simili a maschere su un'alta montagna. Lì c'era un sito di disboscamento operato dagli scagnozzi di Tiny, e alla fine di Mind Over Mutant, la base spaziale di Cortex, in orbita attorno alla Terra, si schiantò contro la montagna, sporcando parte dell'isola di spazzatura malvagia. Presenze certe: Crash of the Titans (GBA) e Mind Over Mutant.

#### Isola della Prigionia
Situata nella parte orientale dell'Archipelago Wumpa, l'Isola della Prigionia era un tempo un'area verdeggiante, ma a causa di Tiny e dei suoi scagnozzi, un intenso disboscamento ha desertificato metà della zona e la civiltà che la abitò scomparve. Nina ha poi visitato quest'isola per mutare i pochi animali rimasti, in gran parte animali da fattoria come pecore, galline e maiali, il che implica che era un'isola abitata da agricoltori. Il luogo caratteristico dell'isola è l'immenso Tempio della Prigionia, infestato dai mutanti, che si estende fino a sottoterra, dove c'è un'immensa statua di una divinità. Il Tempio della Prigionia è usato anche come prigione, oltre che un luogo sacro. Presenza certe: Crash of the Titans (GBA e DS).

## Crash Bandicoot nella cultura di massa
In quanto videogioco di successo, Crash ha visto nascere, sia diversi cameo, che numerosi riferimenti nella cultura popolare, eccone alcuni:
- I Simpson: Nell'episodio della decima stagione dal titolo Lisa 10 e lode, Lisa Simpson influenzata rimane a casa da scuola e viene rapita da un videogioco, tanto da non studiare per il compito in classe: il nome del gioco è appunto Dash Dingo, raffigurato come un evidente parodia di Crash Bandicoot. Viene menzionata anche una parodia di Neo Cortex, rappresentato come lo stereotipo di un bracconiere australiano che attraverso un ologramma riferisce a Dash: «Stupido dingo! Devi trovare e divorare i 7 piccoli cristalli, altrimenti ti ritroverai per l'eternità nella pupù!». Sempre Dash Dingo appare in un altro episodio, come insegna di un negozio di abbigliamento. Inoltre ne, I Simpson - Il videogioco, versione per Nintendo DS, nell'ultimo livello, Bart scala una pila di scatole di videogiochi giganti tra cui lo stesso Dash Dingo. Mentre nel DVD della decima serie dei Simpson nel menu' appare un cartellone di una finta immagine promozionale di un videogioco Dash Dingo, a seconda della lingua selezionata il gioco cambia ambientazione (Dash Dingo in Rome, in Paris ecc.).
- I Griffin: Nel Film per DVD "La storia segreta di Stewie Griffin" il giornalista Tom Tucker nello studio televisivo di canale 6 sta giocando a Crash su una console portatile.
- Friends: nell'episodio della settima stagione dal titolo, La Serata Rubata, Joey sta camminando in una stanza in cui Chandler sta giocando a Crash Team Racing.
- Dawson's Creek: Nell'episodio della terza stagione dal titolo, Scuola di ballo, Jen e Pacey stavano per uscire da una stanza, quando sentono qualcuno entrare in casa. Pacey afferra il controller PlayStation, entra quindi Dawson, che gli chiede perché non fosse venuto a scuola, ed egli risponde che stava solamente giocando un po' a Crash Bandicoot.
- Mad Magazine: Sulla copertina del numero 457 della famosa rivista umoristica americana troviamo Crash in compagnia di altri principali personaggi dei videogiochi: con una faccia disgustata, presentano la lista dei 50 peggiori difetti dei videogiochi.
- Asterix & Obelix XXL 2: in questo gioco sono presenti diverse parodie sui videogiochi, tra cui Crash che apparirà sotto forma di un busto nel livello Little Venetia. L'immagine di Crash viene anche utilizzata nelle schermate di caricamento di quel livello. Un riferimento a Crash appare anche in numerosi Totem nell'isola dei pirati.
- Jak & Daxter: Il primo gioco della serie comprende numerosi riferimenti a Crash: subito all'inizio del gioco, nella capanna di Samos troviamo una pianta carnivora la stessa usata dagli sviluppatori del gioco, Naughty Dog in Crash Bandicoot; le capanne del villaggio Sandover sono identiche alla casa di Crash, compresi gli interni compresi. Le sfere di aura che è necessario raccogliere ricordano i frutti wumpa; premendo il tasto cerchio, Jak farà una giravolta, ovviamente riferimento alla famosa giravolta di Crash; e il pelo di Daxter è identico a quello di Crash.
- Jak II: Nello scavo si può notare un Totem raffigurare Crash, Cortex ed i famosi Ratchet e Clank dell'omonima serie.
- Le avventure di Jimmy Neutron: Nell'episodio Ultra Sheen, Jimmy, Sheen e Carl, dopo essere finiti all'interno di un videogioco, necessitano di alcuni cristalli chiamati Cristalli Del Potere, un riferimento ai Cristalli dei videogiochi di Crash.
- Spyro: Year of the Dragon: l'ultima risposta possibile nell'enigma del livello Tomba Maledetta è la parola "Bandicut", in omaggio al celebre marsupiale da tempo rivale di Spyro.
- The Legend of Spyro: A New Beginning: Nella versione DS, Crash appare legato a rosolare sul fuoco nel livello, Ghiacciaia di Dante.
- Johnny the Homicidal Maniac: I personaggi di questo fumetto indossano frequentemente le T-Shirt di Crash Bandicoot.
- The Country Bears - I favolorsi: Nella stanza di Beary vi è il poster di Crash Bash.
- Ty la tigre della Tasmania: Crash appare ingessato nella pubblicità del noto gioco insieme a Spyro e Sonic the Hedgehog.
- Ape Escape 3: È presente una scimmia chiamata Uka Uka.
- The Legend of Spyro: The Eternal Night: Nel livello Celestial Cave (Caverne Celesti) è presente un laghetto con Crash ibernato dentro.
- Abiura di me: Crash viene nominato nella nota canzone del cantante italiano Caparezza.
- Un genio in pannolino: Dopo che Sly si è fatto chiudere in un centro commerciale, lo si vede giocare a "Crash Bandicoot" tramite un coin-op da sala giochi.
- Angel: in un episodio della serie, si vede Drogyn insegnare ad Illyria come giocare a Crash Bandicoot: L'ira di Cortex
- Best Player: in una scena si vede Quincy giocare a Crash of the Titans
- Cara Italia: il marsupiale viene menzionato nel singolo del rapper italiano Ghali.
- Uncharted 4: in un capitolo del gioco viene fatta una partita a crash bandicoot.